# Даріо Салас
Даріо Салас Соммер (ісп. Darío Salas Sommer; 4 березня 1935, Сантьяго, Чилі — 3 лютого 2018) — чилійський філософ, письменник, викладач і гуманіст, відомий своїми роботами в галузі моральної та метафізичної філософії. Його робота досліджує зв'язок між духовністю, етикою та саморозвитком, зосереджуючись на практичному застосуванні цих концепцій у повсякденному житті. Cоммер написав багато книг і статей, і його вчення надихнули тисячі людей у всьому світі.

## Біографія
Даріо Салас народився в Сантьяго 4 березня 1935 року. Він є онуком видатного чилійського педагога Даріо Саласа Діаса. У 1970 році він заснував Інститут герметичної філософії зі штаб-квартирою в Сантьяго, Чилі, і представлений в Аргентині, Іспанії, США та Росії. Салас прочитав понад 2000 лекцій, виступив з доповідями на відомих конференціях і дав інтерв'ю на телебаченні та в журналах по всьому світу.

## Філософія
Філософія Соммера зосереджена навколо концепції «моральної фізики», яка стверджує, що існує прямий зв'язок між етикою, духовним зростанням і фізичним світом людини. Він наголошує на важливості особистої відповідальності, самосвідомості та розвитку власного морального компаса як невідмінних складових духовного прогресу.
Соммер навчає, що етична поведінка та саморозвиток можуть привести до гармонійного та процвітаючого життя, як індивідуального, так і колективного. Він виступає за практичне застосування моральних принципів у повсякденному житті, вважаючи, що ці принципи можна застосувати до широкого кола ситуацій, включаючи стосунки, бізнес і особистісний розвиток.
Існування об'єктивної моралі обговорювалося ще з часів Аристотеля і Платона. Салас висунув концепцію, згідно з якою «моральні закони» існують як для окремих осіб, так і для націй. Хто дотримується моральних правил, той процвітає, а хто порушує їх, буде покараний. У своїй книзі «Мораль 21 століття» він доводить, що діяти згідно з принципами моралі не тільки справедливо, але й корисно. Цю книгу, спочатку написану іспанською мовою, уже перекладено англійською, арабською, німецькою, російською та китайською.
«Особисто я мав привілей науково довести, як певні моральні відхилення негайно викликають зниження життєвої енергії, що я пояснюю та підтримую у своїй книзі», заявив Даріо Салас Соммер. Ці ідеї, що відображають «моральний універсалізм», можна знайти серед інших сучасних філософів, серед яких Ноам Хомський та Юрген Хабермас. Проте Даріо Салас Соммер дає глибший погляд на людську мораль у зв'язку з людиною, природою та свідомістю. У його книгах наводяться практичні методи розвитку особистості, тому підхід Соммера автор назвав «оперативною філософією», або «практичною філософією». Через щоденні дії можна гармонійно об'єднати духовність, любов, гроші, щастя та мудрість, як результат.

## Громадська сфера
Соммер був засновником Fundacion Bolivariana Latinoamericana, некомерційного фонду, створеного для підтримки та розвитку освітніх і культурних проєктів для молоді. Фонд підтримує наукову та академічну співпрацю між університетами Латинської Америки та Євразії в екології, соціальних науках та людському розвитку.
Соммер часто брав участь, онлайн і особисто, у глобальних культурних і наукових заходах. У 2007 році він виступив на саміті з глобального потепління та зміни клімату (Calentamiento Global y Cambio Climático: La Hora de Actuar ha Llegado) у Сантьяго, Чилі, присвяченому екологічній кризі, що вплинула на нашу планету, на якому був присутній президент Чилі Мішель. Бачелет. Під час цієї знаменної події він зустрівся з віце-президентом США Елом Гором. «Усі наші проблеми, включно з глобальним потеплінням, походять від цього фрагментованого бачення реальності, яке змушує нас відчувати, ніби ми володіємо природою, замість того, щоб бути її частиною», — зазначає дослідник. "Правда в тому, що подія як важливо, оскільки глобальне потепління не може відбутися без жодного зв'язку з емоціями, діями та думками людського роду. "

Під час міжнародної конференції зі зміни клімату в Парижі (COP21, грудень 2015) Генеральний секретар ООН Пан Гі Мун відзначив важливість ідей філософа щодо моральної відповідальності світових лідерів. У вересні 2016 року книга «Morals for the 21st Century» була представлена на Генеральній Асамблеї ООН та сприйнята світовими лідерами як символ відродження моральних цінностей у глобальних справах.

## Основні роботи
Деякі видавались під псевдонімом Джон Бейнс.
- 2012 Salas Sommer, Dario (2012). Cosmic currency: the greatest wealth. New York, NY. ISBN 978-1-882692-10-1.
- 2010 ¿Cuánto Vale una persona? (Скільки коштує людина?)
- 1998 Morals for the 21st century (вид. 1st ed). New York: The Institute. ISBN 1-882692-03-9.
- 1984 Desarrollo del Mundo Interno (Розвиток внутрішнього світу)
- 1983 Does woman exist? New York, NY: John Baines Institute. ISBN 1-882692-08-X.
- 1982 The science of love. New York: John Baines Institute. ISBN 1-882692-00-4.
- 1979 The stellar man. New York: John Baines Institute. ISBN 1-882692-04-7.
- 1967 HypsoConsciousness: techniques for achieving personal success. New York, N.Y.: Published by John Baines Institute, Inc. ISBN 1-882692-02-0.
- 1965 The secret science. New York, NY: J. Baines Institute. ISBN 1-882692-01-2.